# Lessebo kommun
Lessebo kommun er en kommune i Kronobergs län i Sverige.
Kommunen ligger i hjertet af Glasriget, og har fem glasværker, hvoraf Kosta glasbruk er det største med 260 ansatte.
Udvandrerbygden, hvor Vilhelm Mobergs romaner om Udvandrerne finder sted, ligger i kommunen.

## Byområder
Der er fire byområder i Lessebo kommun.
I tabellen vises byområderne i størrelsesorden pr. 31. december 2005. Hovedbyen er markeret med fed skrift.
| Byområde   | Befolkning |
| ---------- | ---------- |
| Hovmantorp | 3.001      |
| Lessebo    | 2.623      |
| Kosta      | 941        |
| Skruv      | 516        |

56°45′00″N 15°16′00″Ø / 56.75°N 15.2667°Ø